# Алдарово (Бураевский район)
Алда́рово (баш. Алдар) — деревня в Бураевском районе Республики Башкортостан Российской Федерации. Входит в состав Азяковского сельсовета. 

## География

### Географическое положение
Расстояние до:
- районного центра (Бураево): 20 км,
- центра сельсовета (Азяково): 8 км,
- ближайшей ж/д станции (Янаул): 88 км.

## История
В «Списке населенных мест по сведениям 1870 года», изданном в 1877 году, населённый пункт упомянут как деревня Алдарова 2-го стана Бирского уезда Уфимской губернии. Располагалась при речке Кумушле, по левую сторону реки Таныпа, в 45 верстах от уездного города Бирска и в 45 верстах от становой квартиры в селе Тепляки. В деревне, в 70 дворах жили 457 человек (234 мужчины и 223 женщины, мещеряки), была мечеть.

## Население
| 2002 | 2009 | 2010 |
| ---- | ---- | ---- |
| 68   | →68  | ↘66  |

Национальный состав
Согласно переписи 2002 года, преобладающая национальность — башкиры (81 %).